# Teatro Amazonas
Teatro Amazonas er et teater og operahus i centrum af byen Manaus, der ligger i regnskoven i Amazonas i Brasilien. Amazonas-operafestivalen afholdes i april hvert år i operahuset.
Operahuset blev bygget under Belle Époque, da store formuer blev tjent på gummi-boomet. Opførelsen blev foreslået i 1881 af et medlem af Repræsentanternes Hus Antonio Jose Fernandes Júnior for at opføre en juvel i hjertet af Amazonas-junglen og for at gøre byen Manaus til et vigtigt civilt centrum.
Året efter godkendte staten en begrænset finansiering, men det var utilstrækkeligt. I 1882 bevilgede provinsens præsident, Jose Lustosa Paranaguá, et større budget og udskrev en projektkonkurrence. I 1884 kunne opførelsen begynde under ledelse af den italienske arkitekt Celestial Sacardim, som havde tegnet teatret i renæssancestil med nyeste installationer som elektrisk lys.
Arbejdet skred langsomt frem de næste 15 år og blev standset og genoptaget flere gange mellem 1885 og 1892. Tagstenene kom fra Alsace og fra Paris kom møbler og tekstiler i Ludvig den 15.-stil, meget af det fra firmaet Koch Fréres. Fra Italien kom carrarramarmor til trapper, statuer og søjler. Stålvægge blev bestilt i England. Teatret har 198 lysekroner, de 32 af glas fra Murano. Fortæppet blev lavet i Paris af Crispim do Amaral og gengiver det sted, hvor floderne Rio Negro og Solimões mødes og danner Amazonasfloden. Ydersiden af kuplen er beklædt med 36.000 dekorerede kakler i Brasiliens farver.
Arbejdet blev genoptaget i 1893. I 1895 var tømrerarbejdet og bygningens ydre færdigt, og bygningens indre herunder dekorationer og installation af elektrisk lys kunne fuldføres. Der gik mere end to år
fra teatrets indvielse, før bygningen stod færdig, og opførelsen havde taget 17 år.
Teatret blev indviet den 31. december 1896 med den italienske opera La Gioconda af Amilcare Ponchielli på scenen 7. januar 1897.
Bygningen er blevet restaureret i 1929, 1974 og mellem 1988 og 1990, og der er 701 sæder betrukket med rød fløjl.